# Nigel Hawthorne
Pour les articles homonymes, voir Hawthorne.
Nigel Hawthorne, né le 5 avril 1929 à Coventry et mort le 26 décembre 2001 à Radwell dans le Hertfordshire, est un acteur et producteur britannique. Son personnage le plus célèbre est Sir Humphrey Appleby dans les séries télévisées Yes Minister et Yes Prime Minister.

## Filmographie

### Comme acteur
- 1963 : The Desperate People (TV) : Cliff Fletcher
- 1969 : Mrs. Wilson's Diary (TV) : Roy Jenkins
- 1972 : Les Griffes du lion (Young Winston) de Richard Attenborough : Boer Sentry
- 1974 : Les 'S' Pions (S*P*Y*S) de Irvin Kershner : Croft
- 1975 : Decisions, Decisions (vidéo)
- 1975 : The Hiding Place de James F. Collier : Pastor De Ruiter
- 1976 : Bill Brand (série télévisée) : Browning
- 1977 : Eleanor Marx: Tussy (TV)
- 1977 : Eleanor Marx: Eleanor (TV) : Engels
- 1977 : Marie Curie (feuilleton TV) : Pierre Curie
- 1978 : La Folle Escapade (Watership Down) : Campion (voix)
- 1978 : The Sailor's Return de Jack Gold : Mr. Fosse
- 1978 : Warrior Queen (série télévisée) : Catus Decianus
- 1978 : Holocauste ("Holocaust") (feuilleton TV) : Oldendorf
- 1978 : Sweeney 2 de Tom Clegg : Dilke
- 1978 : Edward & Mrs. Simpson (feuilleton TV) : Walter Monkton
- 1979 : The Knowledge (TV) : Mr. Burgess
- 1979 : Thomas and Sarah (série télévisée) : Wilson
- 1980 : Jukes of Piccadilly (série télévisée) : Brinsley Jukes
- 1980 : The Tempest (TV) : Stephano
- 1980 : A Tale of Two Cities (TV) : Mr. CJ Stryver
- 1981 : La Folle Histoire du monde (History of the World: Part I) de Mel Brooks : Citizen Official
- 1981 : Memoirs of a Survivor de David Gladwell : Victorian Father
- 1982 : Le Bossu de Notre Dame (TV) : Magistrate at Esmeralds's trial
- 1982 : Une femme nommée Golda (A Woman Called Golda) (TV) : King Abdullah
- 1982 : The World Cup: A Captain's Tale (TV) : John Westwood
- 1982 : Firefox, l'arme absolue (Firefox) de Clint Eastwood : Pyotr Baranovich
- 1982 : The Critic (TV) : Sneer
- 1982 : The Plague Dogs : Dr. Robert Boycott (voix)
- 1982 : The Barchester Chronicles (feuilleton TV) : Archdeacon Grantly
- 1982 : Gandhi de Richard Attenborough : Kinnoch
- 1983 : Dead on Time
- 1983 : Tartuffe, or The Impostor (TV) : Orgon
- 1984 : The House (TV)
- 1984 : Pope John Paul II (TV) : Cardinal Stefan Wyszynski
- 1984 : The Chain de Jack Gold : Mr. Thorn
- 1985 : Jenny's War (TV) : Colonel
- 1985 : Mapp et Lucia (TV) : Georgie
- 1985 : Taram et le Chaudron magique (The Black Cauldron) de Ted Berman et Richard Rich : Fflewddur Fflam (voix)
- 1985 : Turtle Diary de John Irving : The Publisher
- 1988 : Rarg (voix)
- 1989 : Spirit of Man (TV) : rév. Jonathan Guerdon (segment From Sleep and Shadow)
- 1989 : King of the Wind de Peter Duffell : Achmet
- 1990 : Relatively Speaking (TV) : Philip Carter
- 1990 : En Håndfull tid de Martin Asphaug : Ted Walker
- 1991 : Flea Bites (TV) : Kryst
- 1991 : The Trials of Oz (TV) : Brian Leary
- 1992 : Freddie, agent secret : brigadier G (voix)
- 1993 : Demolition Man de Marco Brambilla : Dr Raymond Cocteau
- 1994 : La Folie du roi George (The Madness of King George) de Nicholas Hytner : George III
- 1995 : Richard III : George, Duke of Clarence
- 1996 : The Fragile Heart (TV) : Dr Edgar Pascoe
- 1996 : Inside (TV) : colonel Kruger
- 1996 : La Nuit des rois (Twelfth Night: Or What You Will) : Malvolio
- 1997 : Murder in Mind : Dr Ellis
- 1997 : Amistad de Steven Spielberg : Martin Van Buren
- 1997 : Territoire interdit (Forbidden Territory: Stanley's Search for Livingstone) (TV) : David Livingstone
- 1998 : L'Objet de mon affection (The Object of My Affection) de Nicholas Hytner : Rodney Fraser
- 1998 : Madeline : Lord Covington (segment "Lord Cucuface")
- 1998 : La Ferme - une comédie bio (en) (At Sachem Farm) de John Huddles : Uncle Cullen
- 1999 : The Big Brass Ring : Kim Mennaker
- 1999 : L'Honneur des Winslow (The Winslow Boy) de David Mamet : Arthur Winslow
- 1999 : Tarzan : professeur Archimedes Q. Porter (voix)
- 1999 : A Reasonable Man : juge Wendon
- 1999 : The Clandestine Marriage : Lord Ogleby
- 2001 : Victoria et Albert (Victoria & Albert) (TV) : Lord William Lamb, 2d Viscount Melbourne
- 2001 : Appelez-moi le Père Noël ! (Call Me Claus) (TV) : Nick, le Père Noël

### Comme producteur
- 1997 : Murder in Mind
- 1998 : La Ferme - une comédie bio (en) (At Sachem Farm)
- 1999 : The Clandestine Marriage

## Distinctions
- Commandeur de l'ordre de l'Empire britannique (CBE - 1987)
- Chevalier (Kt - 1999)[1]